# Cardiomobile

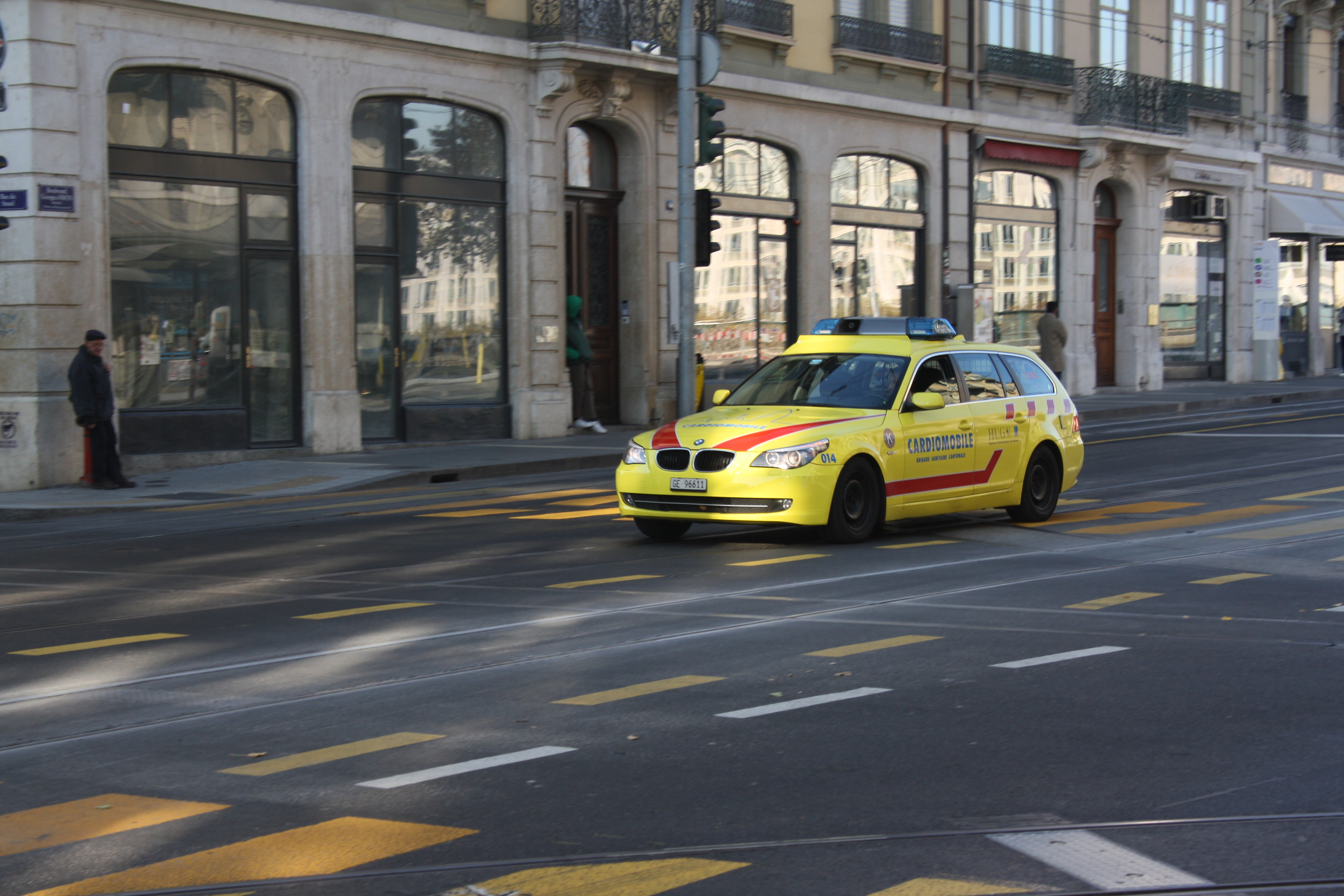
Un véhicule cardiomobile en 2011.

Le cardiomobile est le nom donné au SMUR dans le canton de Genève en Suisse. Il a été créé le 1er avril 1977.